# Melissa Pander
Melissa Pander (Hemelum, 8 juni 2001) is een Nederlands zangeres. Ze vertegenwoordigde Friesland op het Regio Songfestival 2023 en op het Liet International 2024.

## Biografie
Pander groeide op in een muzikaal gezin in Oudemirdum. Haar ouders maken muziek en haar twee zussen doen dit ook. Sinds 2020 schrijft Pander haar eigen nummers.
In september 2023 deed Pander mee aan Songfestival Liet, een regionaal liedjesfestijn van de provincie Friesland. Ze wist hierin de finale te behalen. Pander wist in de finale die plaatsvond in oktober 2023 met de zegepalm aan de haal te gaan, waardoor ze Friesland mocht vertegenwoordigen op het Regio Songfestival 2023. Ze won met Friestalige nummer Foarby. Een maand later mocht ze als allereerste het podium betreden van de Stadsschouwburg in Utrecht. Met het nummer Foarby bepaalde ze de vijfde plaats op het Nederlandse liedjesfestijn.
In januari 2024 was Pander als onderdeel van Gloria's Sound Machine te zien in het SBS6-televisieprogramma The Tribute: Battle of the Bands.
Naast haar deelname aan het Regio Songfestival won Pander ook het ticket om op 22 november 2024 de Friese taal te vertegenwoordigen op het Europese Liet International, het internationale songfestival voor minderheidstalen, in Bastia op het Franse eiland Corsica. Ze eindigde hier op de tweede plaats.

## Discografie

### Singles
| Jaar | Titel             |
| ---- | ----------------- |
| 2022 | Sta ik stil       |
| 2023 | Foarby            |
| 2024 | Water bij de wijn |